# 混世王
混世王（？—1633年），名武自强，明朝末年民变首领，号混世王。
武自强从陕西起兵，然后从陕西到山西，崇祯四年（1631年）为王自用联军三十六营之一。崇祯六年（1633年），混世王被明朝将领曹文诏、猛如虎杀害。一种说法是当时混世王没有被杀死，到崇祯十三年（1640年）混世王武自强还有活动。